# Jacques Dumont le Romain

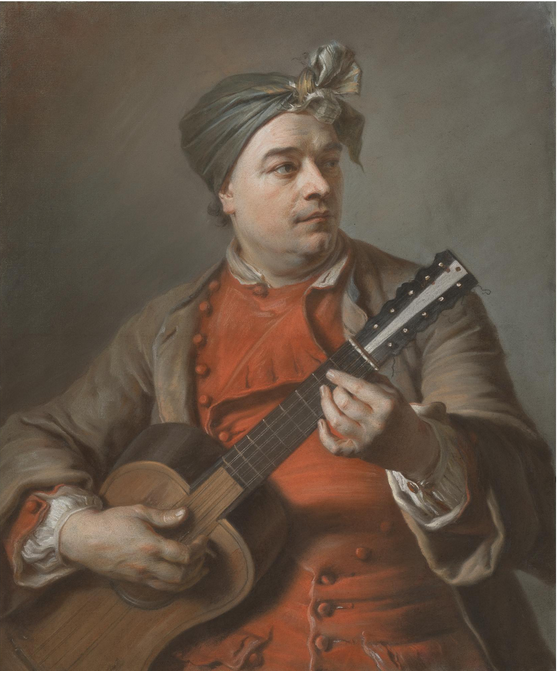
Jacques Dumont Le Romain, der Gitarre spielt porträtiert von Maurice Quentin de La Tour, Pastel auf Papier. Privatsammlung

Jacques (auch Jean) Dumont, genannt „le Romain“ (* 10. Mai 1704 in Paris; † 25. Februar 1781 ebenda) war ein französischer Maler, Zeichner und Radierer des Rokoko.

## Leben
Jacques Dumont, Sohn eines Bildhauers und Bruder eines Architekten, studierte zunächst bei dem Landschaftsmaler Antoine Lebel. Seinen Spitznamen „Dumont le Romain“ erhielt er, da er als junger Kunststudent angeblich zu Fuß von Paris nach Rom gereist war, wo er sein Studium in den folgenden Jahren abschloss. Während dieser Zeit fertigte er Zeichnungen nach antiken Vorlagen sowie Kopien von Gemälden italienischer Künstler wie Benedetto Luti an.
Drei Jahre nach seiner Rückkehr nach Frankreich im Jahr 1725 wurde Dumont in die Académie Royale aufgenommen. Als Aufnahmearbeit reichte er ein Gemälde von Herkules und Omphale ein, das sich heute im Musée des Beaux-Arts in Tours befindet. Zwischen 1737 und 1761 stellte er in den Salons aus und lehrte viele Jahre an der Académie, wo er als Professor und Rektor tätig war, bevor er 1768 schließlich zum Ehrendirektor der Institution ernannt wurde. Dumont, der angeblich ein schwieriges Temperament gehabt haben soll, war 1748 kurzzeitig auch der erste Direktor der École des Elèves Protégés, bevor er nach einigen Monaten durch Carle Vanloo ersetzt wurde. Er arbeitete als Historienmaler und malte biblische und mythologische Szenen sowie Genrebilder und Porträts.
Zu seinen bedeutenden öffentlichen Aufträgen gehörten ein 1730 für die Kirche der Pères Minimes in Paris geschaffenes Gemälde, das die Begegnung zwischen dem heiligen Franz von Paul und Ludwig IX. darstellt, sowie ein großes allegorisches Gemälde, das die Unterzeichnung des Friedensvertrags von Aachen zeigt und 1761 für das Hôtel de Ville in Paris gemalt wurde. Letzteres befindet sich heute im Musée Carnavalet. Im Jahr 1748 malte Dumont eine Reihe von Supraporten mit allegorischen Motiven für das Château de la Muette, die sich heute im Louvre befinden. 1752 entwarf er eine Reihe von Wandteppichen zum Thema Samson für die Gobelins-Manufaktur. Dieses Projekt wurde jedoch schließlich aufgegeben, obwohl mindestens zwei Vorzeichnungen erhalten geblieben sind.

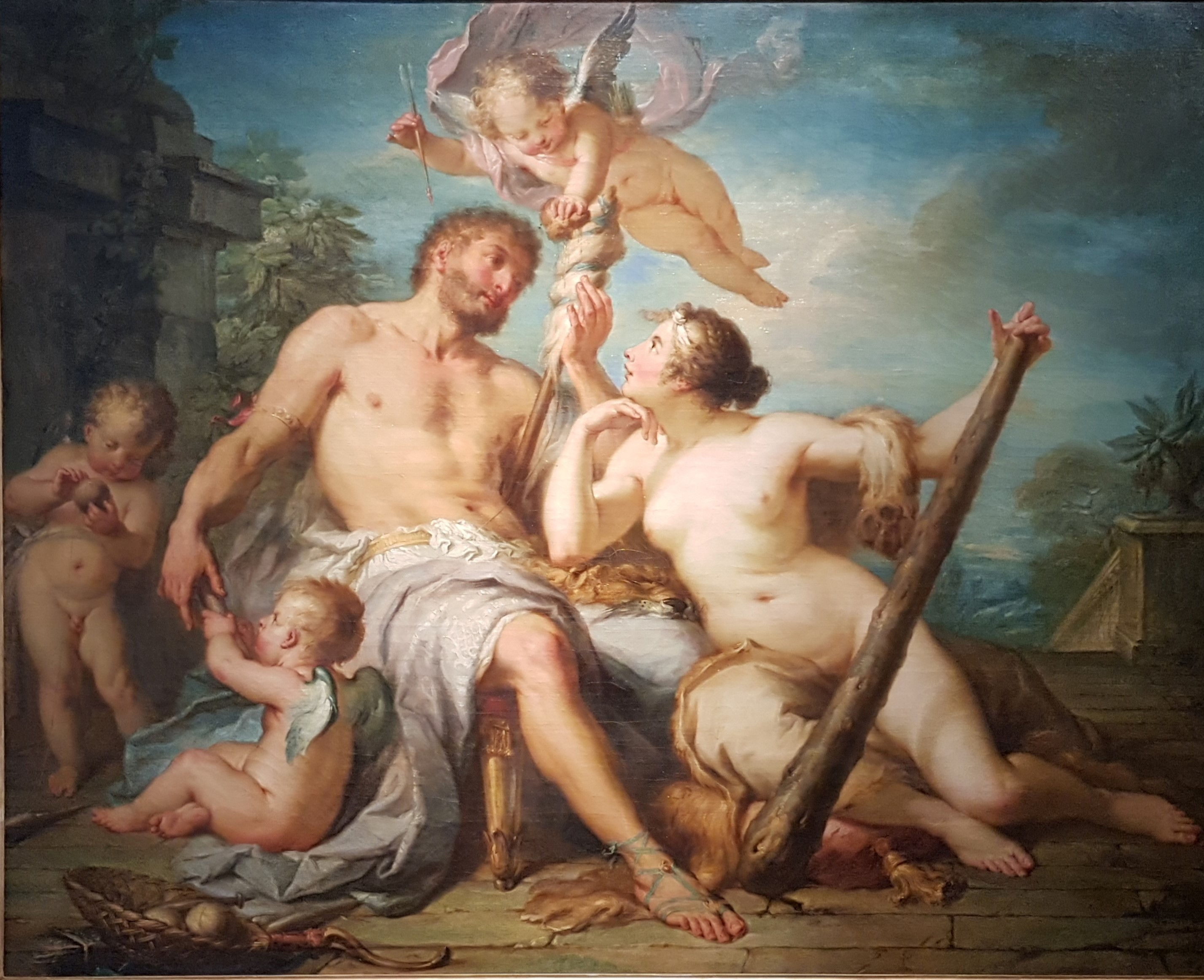
Jacques Dumont le Romain: Hercule et Omphale (1728)

Obwohl zwischen 1737 und 1761 Gemälde von ihm in den Salons ausgestellt wurden, zeigte Dumont seine Werke nur selten. Als Zeichner zeigte Dumont eine ausgeprägte Vorliebe für rote Kreide und schuf mehrere Zeichnungen nach Werken italienischer Meister sowie Aktstudien, Kopfstudien und einige dekorative Entwürfe.
Zeichnungen des Künstlers befinden sich in den Sammlungen des Hessischen Landesmuseums in Darmstadt, der National Gallery of Scotland in Edinburgh, des Musée des Beaux-Arts in Nancy, der Pierpont Morgan Library und des Metropolitan Museum of Art in New York, der École des Beaux-Arts und des Louvre in Paris, des Nationalmuseums in Stockholm, des Goethe-Nationalmuseums in Weimar und an anderen Orten.

## Werk

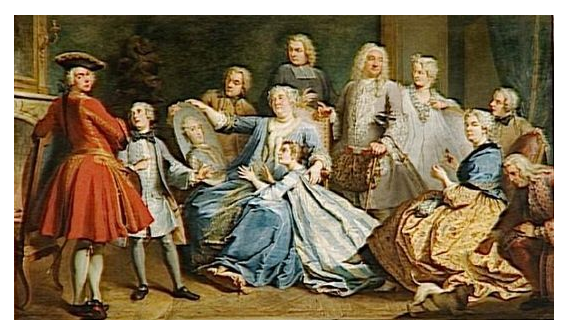
Jacques Dumont le Romain: Marie-Madeleine Mercier (1683–1750), Amme des späteren Königs Ludwig XV. von Frankreich und Navarra (1710–1774), umgeben von ihrer Familie, 1731

Jacques Dumont war vor allem für seine Historienbilder im Stil des französischen Rokoko bekannt, die mythologische und religiöse Themen behandelten. Er malte auch Porträts und entwarf Entwürfe für Gobelins-Manufakturen. Sein Stil vereint eine elegante Linienführung mit einem hellen, pastelligen Kolorit. Dumont arbeitete zudem als Radierer und schuf Vorlagen für Tapisserien, die von der Manufacture des Gobelins ausgeführt wurden.